# Юстинув (Сохачевський повіт)
Юстинув (пол. Justynów) — село в Польщі, у гміні Млодзешин Сохачевського повіту Мазовецького воєводства.
Населення — 112 осіб (2011).
У 1975-1998 роках село належало до Скерневицького воєводства.

## Демографія
Демографічна структура станом на 31 березня 2011 року:
|          | Загалом | Допрацездатний вік | Працездатний вік | Постпрацездатний вік |
| -------- | ------- | ------------------ | ---------------- | -------------------- |
| Чоловіки | 56      | 14                 | 33               | 9                    |
| Жінки    | 56      | 15                 | 28               | 13                   |
| Разом    | 112     | 29                 | 61               | 22                   |